# Ateismus

Symbol ateismu dle Atheist Alliance International

Ateismus (z řeckého α, a záporná předpona + θέος, theos bůh), bezbožnost, život bez Boha či bohů, se obvykle chápe v širokém smyslu jako absence víry v Boha či duchovní bytosti nemateriální, nesvětské povahy či podstaty.
Může také znamenat výslovné popření Boha nebo odmítání náboženství, a to od neuznání pasivního, tolerantního až po aktivní nebo bojovné čili antiteismus. Pak se často vymezuje proti určité, v dané kultuře převládající představě Boha a proti určité formě náboženství. Může proto mít jiný obsah v prostředí kultovního náboženství „pohanských“ společností než v prostředí monoteistických náboženství s jejich více méně zvnitřněným a osobním vztahem k jedinému Bohu. Ateismus je tedy široký pojem, jehož zastánce spojuje nepřijetí náboženství, ale v jiných ohledech nemusejí mít mnoho společného.

## Druhy ateismu
Ateismus lze rozdělit podle dominujícího pohledu na věc a způsobu argumentace na
- Přirozený – člověk vůbec nemá představu boha, nezná tento pojem; podle některých etnologů byl ateismus (neexistence víry v boha) v lidské společnosti prvotní.[zdroj?]
- Praktický ateismus – člověk žije, jako by nebylo bohů/boha; je tak možné za ateistu označit i člověka, který existenci boha sice uznává, svým způsobem života však jeho existenci popírá.
- Ateismus relativní – jinověrci jsou prohlašováni za ateisty. Jedná se o popírání etablovaného náboženství přívrženci jiného náboženství či filozofie, kteří jsou pak označováni za ateisty; pod toto zařazení by patřili např. Židé či první křesťané, později naopak křesťané označovali za ateisty pohany.[zdroj?]
- Pasivní (také „tolerantní“ apod.) ateismus, posuzující jen vlastní víru a postoj k dogmatům. Označován i jako ateismus slabý nebo nejistý.
- Výslovný (také silný, explicitní nebo pozitivní) ateismus se vymezuje aktivním odmítáním existence bohů a náboženství vůbec. Věřící[kdo?] ho považují za přinejmenším stejně obtížně dokazatelný jako náboženství. Jeho zastánci patří k různým ideovým směrům, jako jsou například
  - Antropocentrický ateismus, jenž soudí, že bohové jsou pouhý produkt lidské mysli.
  - Pozitivismus se zaměřením na jisté poznání, na přesný popis a logický výklad skutečnosti odmítá náboženství s jeho důrazem na víru jako neověřitelné a nedoložené, nepřezkoumatelné a tedy postrádající vědecký smysl (Bertrand Russell, Rudolf Carnap).
  - Humanistický ateismus, který vidí v náboženství ohrožení či omezení lidské svobody a svrchovanosti (Friedrich Nietzsche, Max Stirner, Jean-Paul Sartre). Snaží se osvobodit člověka od víry v boha, ve jménu které bylo podle něho napácháno hodně zla.
  - Morální ateismus odmítá náboženskou morálku jako netolerantní, pokryteckou nebo sobeckou a argumentuje jednak problémem zla (teodicea), kdy obviňuje Boha všemocného, že připouští utrpení nevinných, jednak historickou praxí zejména křesťanských církví a islámu (Volná myšlenka, Richard Dawkins) nebo nachází v náboženství a svatých knihách krutost, např. drakonické tresty za dnes banální delikty.
  - Sekularismus, ateismus společenský resp. politický vylučuje náboženství a církve z veřejného života, protože náboženské spory ohrožují společenský smír a vnášejí do politiky „příliš silné vazby“ (Marcel Gauchet, Niklas Luhmann).
- Antiteismus, revoluční ateismus, "bojovný ateismus" se aktivně, ba militantně zaměřuje proti náboženským organizacím, církvím, obvykle proto, že v nich vidí opory zavedeného společenského uspořádání a překážky pro revoluční, radikální změnu (anarchismus, Karel Marx).
- Apateismus označuje apatii k otázce existence Boha.

Zcela jiné pojetí ateismu je u řeckých básníků, kteří popisovali ateismus jako stav šílenství v důsledku opuštění bohy.

## Postoje snižující význam bohů či Boha
Kromě toho jsou teoretické postoje, které sice nejsou ateistické, otázce po Bohu a nadpřirozenu se však vyhýbají nebo ji formulují jinak než západní náboženství. Sem patří například:
- agnosticismus pochybuje o možnosti racionálního poznání božského a soudí, že otázku po existenci nebo neexistenci boha nelze jasně rozhodnout;
- deismus uznává Boha jako stvořitele, původce světa, tvrdí však, že už nadále do běhu světa nezasahuje a lidského života se tedy netýká;
- panteismus ztotožňuje Boha s celkem Vesmíru, se vším bytím vůbec
- skepticismus jako radikální pochybnost o možnostech lidského poznání vůbec. Možnost racionálního poznání Boha ovšem odmítají i některé křesťanské směry.
- některá náboženství postrádají bohy jako duchovní, nemateriální bytosti, tedy v tradičním západním pojetí, např. buddhismus.

## Historie

### Antika
Obecný pojem ateismus se sice objevuje až v 16. století, o lidech, kteří bohy a bohoslužbu odmítali, jsou četná svědectví už od starověku. Také Sókratés byl odsouzen za bezbožnost (asebeia), protože zpochybňoval kompetenci věštců (dialog Euthyfrón) i rapsódů (dialog Ión) v otázce zbožnosti a byl obviněn, že vymýšlí nové bohy. Přitom se Sókratés proti takovému obvinění vehementně brání. Podobně byli jako „bezbožní“ (atheoi) obviňováni už ve starověku židé i křesťané, protože se odmítali podílet na veřejných bohoslužbách.
Blíže k ateismu, jak jej v současnosti chápeme, stojí názory Epikúra (341–270 př. n. l.) a jeho žáků. Hlavním Epikúrovým cílem bylo zbavit lidi strachu ze smrti a z bohů. Římský básník Titus Lucretius Carus (asi 97–55 př. n. l.) v naučné básni De rerum natura (česky „O přírodě“) rozvíjí epikurejský pohled na svět a materialistickou, atomistickou filozofii do uceleného a systematického popisu vesmíru. Bohové podle něho žijí blaženě na nebesích, jsou však na světě nezávislí a lidé jsou jim lhostejní, proto ani není třeba se jimi zabývat. Staví se proti jakémukoli uctívání bohů, které dle jeho názoru způsobilo mnoho zla (což dokládá příklady z historie i mytologie) a je zcela zbytečné. Epikúros podle něho „osvobodil“ lidstvo od uctívání božstev. Hymnickými verši na Venuši také Lucretiův epos podle klasických konvencí začíná. Epikúros ani Lucretius tedy samu existenci bohů nepopírají, tvrdí jen, že se lidských životů nijak netýká a jejich názor je tedy spíš deistický než ateistický.
Lucretius – stejně jako před ním Démokritos nebo Platón – se ovšem vymezují proti antropomorfním bohům své kultury, ať už „podsvětním“ (tj. zemřelým předkům) nebo nebeským. To jsou bytosti sice nesmrtelné a nadlidské, které vyžadují úctu a oběti, jsou však součástí tohoto světa a vykazují lidské nedostatky. Proti nim Platón vyzvedá jednoho Boha, jehož ztotožňuje se spravedlností a dobrem a jemuž je člověk zavázán vnitřně a mravně. Na konci "Ústavy" připomíná mýtus o posledním soudu, kde se každý člověk musí zodpovídat ze svých činů. Zejména v „Zákonech“ Platón také zdůrazňuje význam náboženství pro dobrou vládu v obci a předkládá první pokus o racionální zdůvodnění jednoho Boha.
Podobně zásadní změnu v představě Boha znamená židovský monoteismus: Bůh není součástí světa, nýbrž naopak je jeho původce a zákonodárce. Člověk ho nemůže přímo poznat a může poznávat jen jeho dílo, které ale samo není posvátné. Bůh sám se však k člověku obrací svým Zjevením, které nepodává informace, ale určuje, co je jeho posláním, jak má a nemá žít. Judaismus proto zakazuje Boha zobrazovat i jmenovat a na několika místech Bible dokonce zpochybňuje i oběti, pokud jsou konané jako prázdný rituál. Bůh jako Stvořitel a zákonodárce dává tak světu celkový smysl a lidskému životu poslání i naději do budoucnosti v podobě Mesiáše. Teprve tím vzniká možnost náboženské víry jako očekávání a naděje, pro starší náboženství zcela nepochopitelná. Protože ve svých synagogách neměli žádné obrazy a sochy, jevili se svému okolí jako a-theoi, bez bohů.
Toto pojetí, které se ovšem prosazovalo jen velmi obtížně, převzalo křesťanství, které k němu přidalo víru, že v Ježíši jako Kristu se Bůh sám stal člověkem a splnil tak příslib Mesiáše – i když jinak než současníci očekávali. Tuto složku křesťanství Židé i později muslimové odmítli a v polemice s křesťanstvím vznikala i nové podoba ateismu, zaměřená na paradoxy křesťanského učení, Ježíšova života a zázraků.

### Středověk
Radikální ateismus, zaměřený proti zjevenému náboženství a založený na Aristotelově racionálním výkladu světa, se poprvé objevil v 9. století u perských učenců, ovlivněných řeckou filozofií (Ibn ar-Ráwandí aj.) Působili zřejmě i na Západě, takže Anselm z Canterbury podal racionální argument, později nazývaný ontologický důkaz, a hájil ho proti námitkám mnicha Gaunilona. Ve 13. století Tomáš Akvinský tento argument odmítl a sám podal pět „cest“, jak lze víru v Boha racionálně zdůvodnit. Ve 14. století se filosofie oddělila od teologie a začala hledat racionální výklad světa na aristotelském základě (William Ockham, Jean Buridan).

### Novověk

Podíl osob v Evropě, které věří v Boha nebo jinou vyšší bytost (2005, čím světlejší barva, tím více nevěřících).

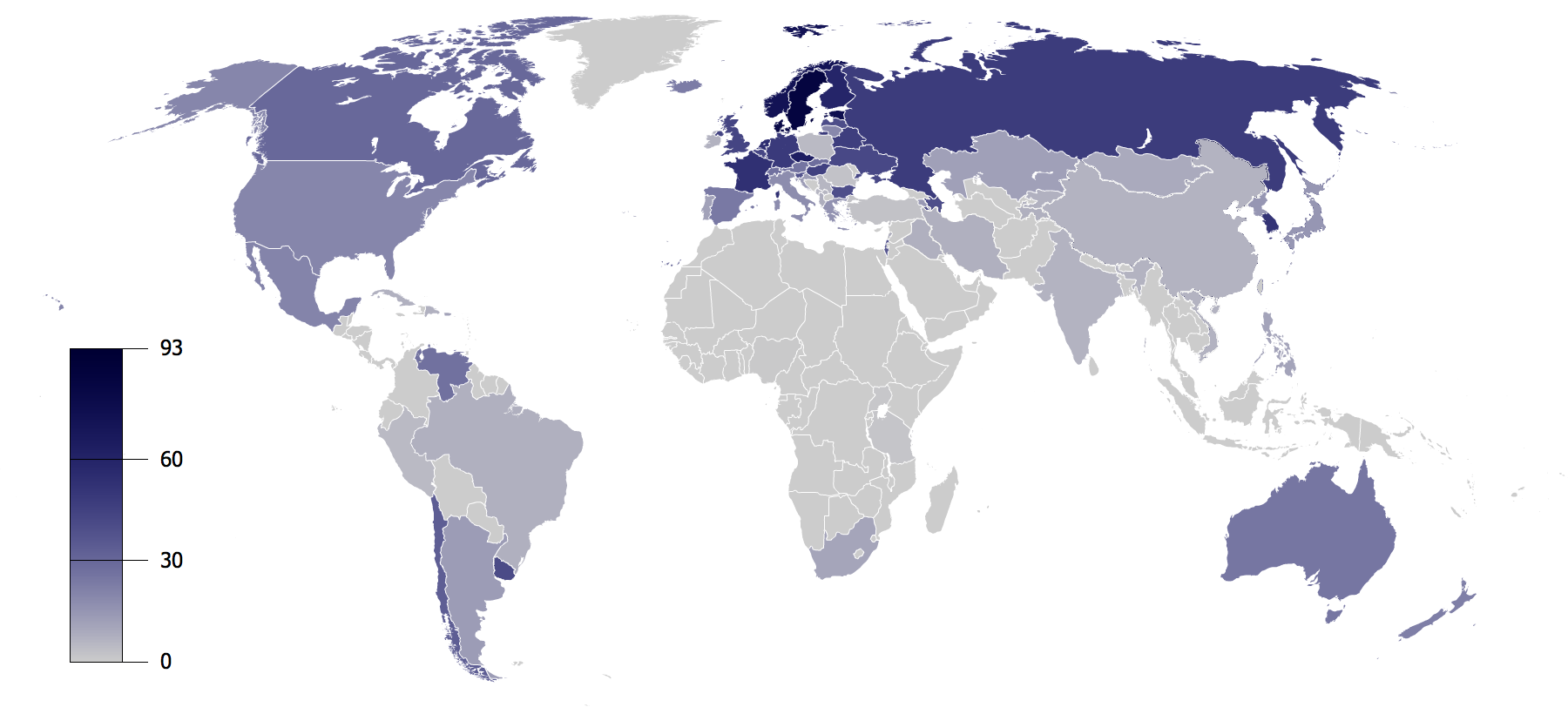
Podíl ateistů a agnostiků na populaci ve světě (Zuckerman 2005)

Zatímco reformace filozofii – aspoň zpočátku – odmítla a zdůraznila význam víry a Bible jako jediných zdrojů poznání Boha, italský humanismus rozvinul nové studium antických filozofů a Mikuláš Kusánský podal první návrh empirické vědy, založené na měření. Koperníkovská astronomie a Galileova fyzika posílily důvěru v možnosti lidského poznání a filosofové jako Francis Bacon a René Descartes začali budovat vědeckou metodu účinného, to jest jistého a ověřitelného poznávání (vědecká revoluce). Občanské a náboženské války 16. a 17. století otřásly autoritou křesťanství a vyvolaly pokusy o morálku bez náboženství. Kritika Bible (Baruch Spinoza, Jean Astruc) odhalila nesrovnalosti v jejích textech a zpochybnila tak i její autoritu.
V 16. a 17. století se ve Francii a v Anglii poprvé objevuje pojem ateismus v moderním smyslu, zprvu ovšem jako pejorativní označení odpůrců (deistů, agnostiků). Ještě roku 1689 byl za popírání Boha popraven polský šlechtic Kazimír Lyščiňský (Kazimierz Łyszczyński) a roku 1766 za urážky náboženství mladý francouzský šlechtic J.-F. de la Barre. Teprve ve druhé polovině 18. století (osvícenství) se k ateismu výslovně přihlásil německo-francouzský osvícenec a mechanistický filosof baron von Holbach v polemickém díle „Systém přírody“ (1770); následovala ho celá generace encyklopedistů. Roku 1781 vydal Immanuel Kant „Kritiku čistého rozumu“, kde odmítl důkazy boží existence a usoudil, že tuto otázku – stejně jako další zásadní otázky o světě a o člověku – nelze rozhodnout prostředky lidského rozumu. Bůh jako „regulativní idea“ však pro něho zůstal jedinou zárukou lidské mravnosti a svobody.
Za Velké francouzské revoluce byly roku 1793 zavřeny kostely a zakázány mše, kostely byly vypalovány a ničeny, stovky kněží byly zabity a tisíce musely uprchnout ze země. Revoluce se sice brzy utopila v krvi a následovala politická restaurace, prolomila však dosavadní hráze a otevřela cestu bojovnému ateismu 19. století. Roku 1841 vyšla vlivná kniha filozofa L. Feuerbacha (1804–1872) „O podstatě křesťanství“, která Boha i náboženství pokládá za čistě lidský výtvor: „Člověk stvořil Boha ke svému obrazu.“ Na Feuerbacha navázali myslitelé jako Arthur Schopenhauer (1788–1860), Max Stirner (1806–1856), Karel Marx (1818–1883) nebo Friedrich Nietzsche (1844–1900). Podle Marxe je náboženství „…vzdech utlačeného tvora, srdce nelítostného světa a duše bezduchých poměrů. Je to opium lidu.“ Nietzsche napsal slavnou větu: „Bůh je mrtev – a my jsme ho zabili“ a přemýšlel o tom, jak tuto ztrátu nahradit. Thomas Henry Huxley zavedl pojem agnosticismus, aby tak odlišil neprokazatelnost od ateismu.
Moderní doba s sebou zvláště v Evropě přinesla i postupné snižování role náboženství ve společnosti a kultuře. Růst vzdělanosti (je zaváděna povinná školní docházka, klesá negramotnost) doprovází i pokles religiozity, protože víra v boha je, podle průzkumů z celého 20. století, častější u méně vzdělaných lidí a méně inteligentních lidí. Ateisté se také rozhodují více racionálně než věřící. Podle současných průzkumů v USA ateisté ve Spojených státech vědí o náboženství více než lidé z většiny náboženských skupin.

## Rozšíření ateismu

### Svět
Od 20. století ateismus v intelektuálních kruzích západních zemí převažuje a šíří se do celé společnosti především jako implicitní „život bez boha“. Od toho je třeba odlišit osobní víru v Boha, která se ale odmítá zařadit do organizovaných církví a zůstává „bez vyznání“. Také agnosticismus jako přesvědčení, že otázku po Bohu nelze racionálně rozhodnout, je velmi rozšířen.
Podle průzkumu společnosti WIN-Gallup International z roku 2012 v 57 zemích světa se za ateisty považuje 13 %, za nenáboženské lidi 23 % a za náboženské 59 % lidí. Největší podíl ateistů je v Číně, Japonsku a ČR (47 %, 31 %, 30 %), nenáboženských lidí v Austrálii a ČR (48 %), dále v Irsku, Rakousku a Nizozemí (44 %, 43 %, 42 %). Vysoký podíl ateistů je také v Belgii, Estonsku a všech skandinávských zemích (Švédsko, Norsko, Dánsko, Finsko).

### Česká republika
Ateismus v Česku je největší na severu a západě Čech. Tedy v oblastech sousedících s oblastí, kde bývala Německá demokratická republika, která byla také velmi ateistická. Nejde však pravděpodobně o vliv komunismu (ovlivněného mladohegelovci), protože v ostatních státech není takový podíl ateismu. Už Durynsko a Sasko bylo centrem sekularizace v době Výmarské republiky. A okolo roku 1800 tzv. Atheismusstreit (Johann Gottlieb Fichte) měl vliv na německou filozofii. Ve sčítání lidu v České republice se mohli lidé i v roce 2021 přihlásit k ateismu. Přihlásilo se k němu 555 osob. 

### Severské státy
Severské státy se vyznačují vyšší mírou ateismu. Velký podíl je i v Estonsku (nedaleko je Petrohrad, místo kde proběhla Velká říjnová revoluce). Sever Francie (Pikardie, Nord-Pas-de-Calais) je také silně levicový.

## Diskriminace ateismu

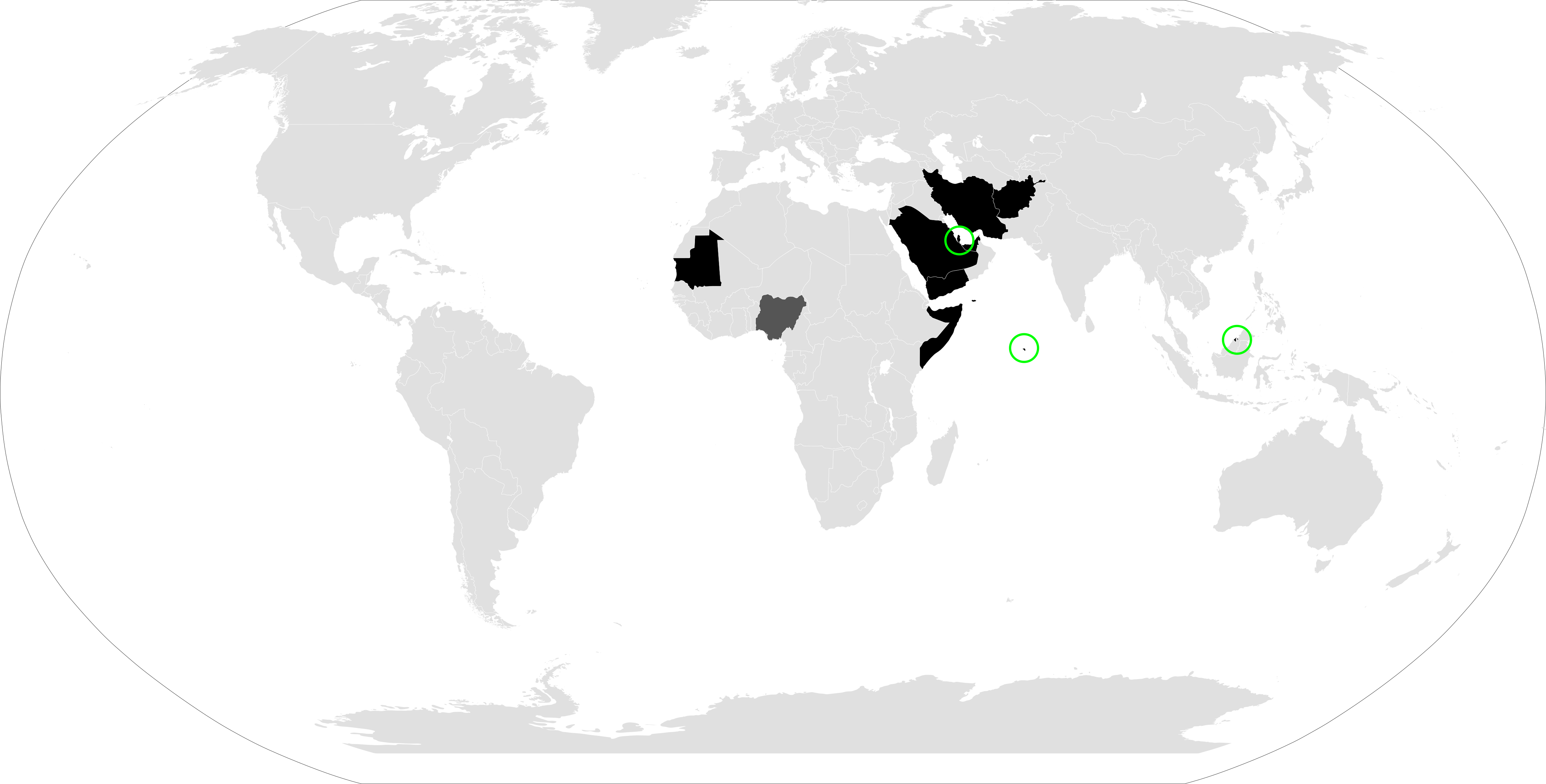
Trest smrti za apostázi (odpadnutí od víry) ve světě.

Diskriminace ateistů (atheofobie) se ve světě projevuje například v podobě předpokladu o nespolehlivosti a nemorálnosti nevěřících (podle některých studií by ateisté měli být naopak altruističtější a věřící nejsou štědřejší, pokud nepodporují souvěrce). Jde o globální předpojatost, která může být vysvětlována i tak, že ti, kteří se nebojí trestu, jsou nemorální., to však neodpovídá průzkumům mají ateisté morální hodnoty shodné s teisty, kromě otázek loajality ke skupině. Případně tím, že ten, kdo neuznává sobě nadřazenou autoritu s zodpovídá se jen sám sobě, bude tudíž přirozeně egoistou. Některé předsudky zřejmě pocházejí z období studené války, kdy byl ateismus v USA automaticky spojován s komunismem. Roku 1957 bylo přidáno na bankovky USA heslo „Věříme v Boha“ (In God We Trust), což je v současnosti podle některých odpůrců v rozporu s dodatkem Ústavy. Teprve roku 1993 vydala OSN oficiální výklad, že náboženská svoboda se týká i nevěřících a že Mezinárodní pakt o občanských a politických právech chrání i ateisty. V USA se stále ještě testuje víra při ucházení se do jistých funkcí a prvním členem Kongresu, který se veřejně přihlásil k ateismu byl až Pete Stark roku 2007 (ale například coming out s homosexualitou u kongresmanů se vyskytuje již od 80. let). Některé průzkumy ukázaly, že obyvatelé západního světa pociťují nedůvěru či předsudky vůči ateistům větší než vůči židům, homosexuálům či pachatelům znásilnění. Němečtí Turci v 25% případů považují ateisty za méněcenné bytosti. V Brazílii jde o nejvíce nenáviděnou skupinu (horší než Romové, homosexuálové či uživatelé drog). Pohrdání, nenávist a perzekuce ateistů (často končící smrtí) jsou běžné v mnoha islámských zemích, v části z nich jsou perzekuce i úředně posvěcené (Afghánistán, Írán, Jemen, Malajsie, Maledivy, Mauritánie, Nigérie, Pákistán, Katar, Saúdská Arábie, Somálsko, Spojené arabské emiráty a Súdán). Institucionální trestání „rouhání“ a kritiky náboženství (za což může být považován veřejně projevený ateismus) uplatňují i některé křesťanské země včetně Islandu, Rakouska či Polska.

## Trendy
Do poloviny 20. století se mnoho autorů domnívalo, že náboženství ztrácí na významu a časem patrně zmizí. Například v USA je znát trvalý nárůst počtu obyvatel bez vyznání. Novější autoři poukazují na nový jev oživení náboženství, často v poměrně bojovné a radikální podobě. Sem patří jak islámský fundamentalismus, tak radikální křesťanská hnutí zejména v USA. Proti tomu se ovšem staví také nový ateismus, aktivní také zejména v USA. Existují odhady, že kolem roku 2040 může ateismus převládnout. Věda pomocí logiky rozkládá víru v boha, ovšem pomocí strachu ji podporuje.
Objevují se i recesní náboženství jako jsou pastafariáni, Církev gumové kachničky, humoristický pamflet, satira na náboženství s ateistickým vyzněním.

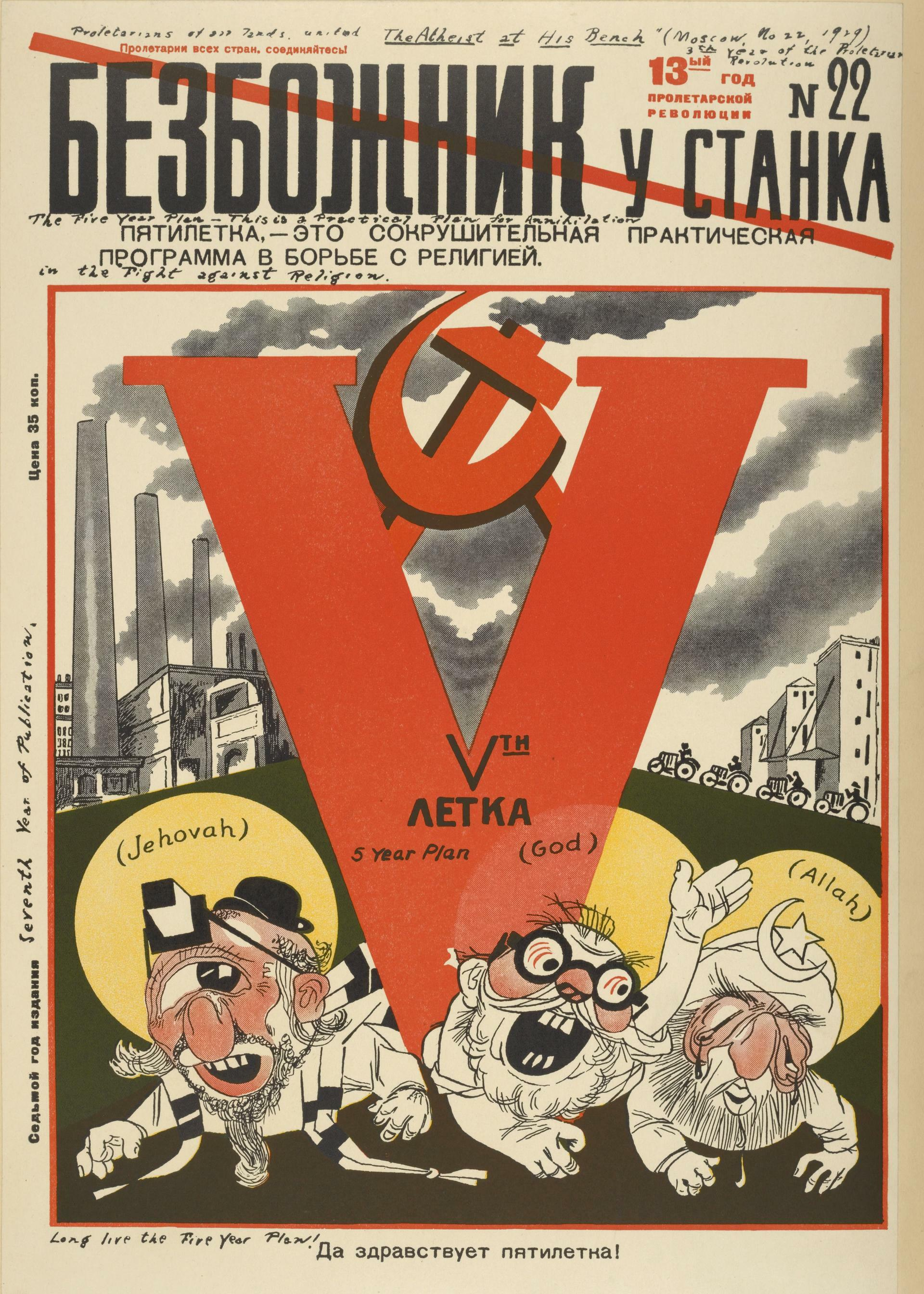
Bezbožnik, Sovětský časopis (20. léta) zobrazující abrahamovská náboženství roztříštěná komunistickou pětiletkou.
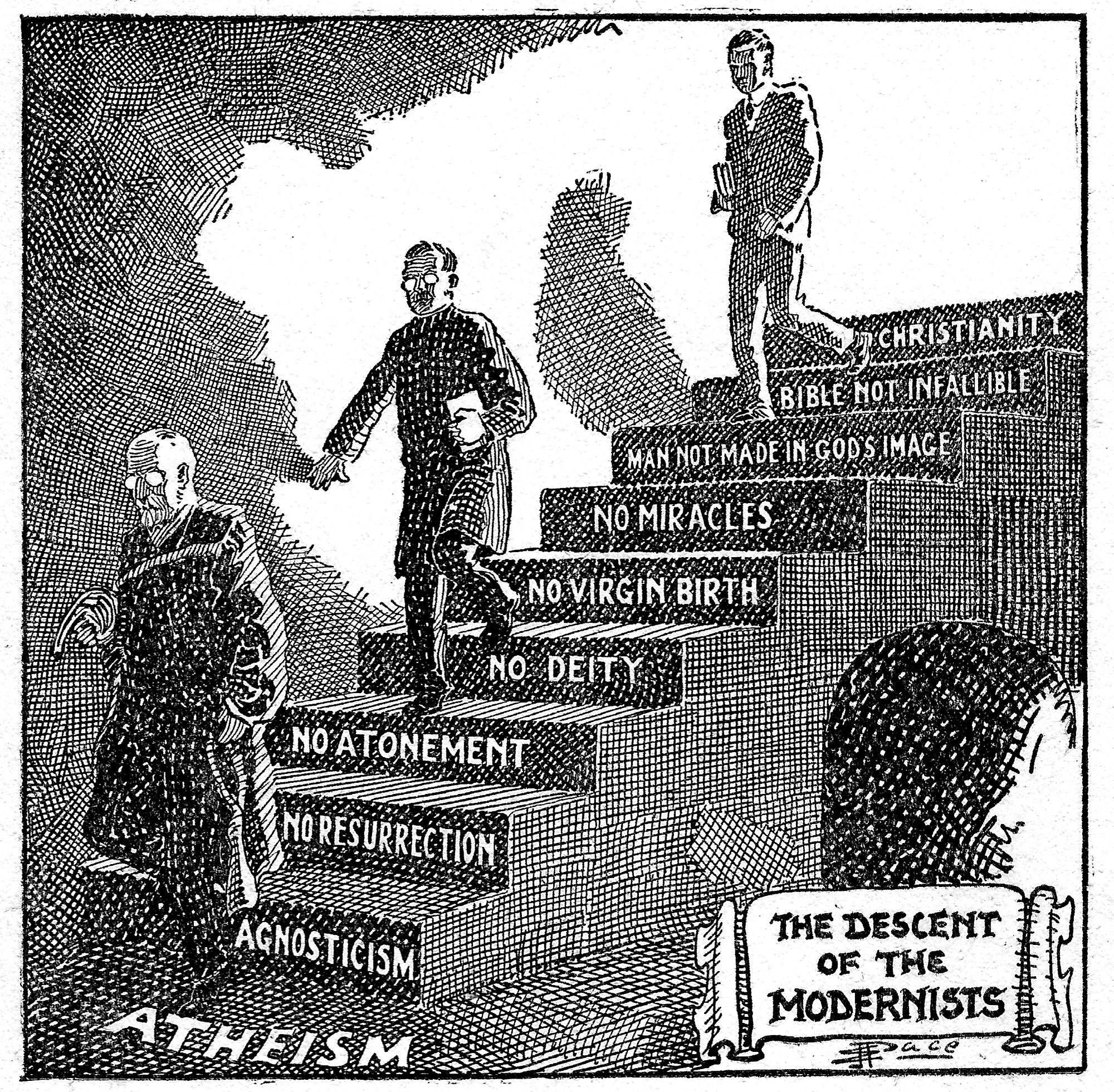
„Sestup modernistů“ (parafráze Darwinovy knihy The Descent of Man) kresba E. J. Pace, publikovaná v knize Seven Questions in Dispute Williama Jenningse Bryana v roce 1924
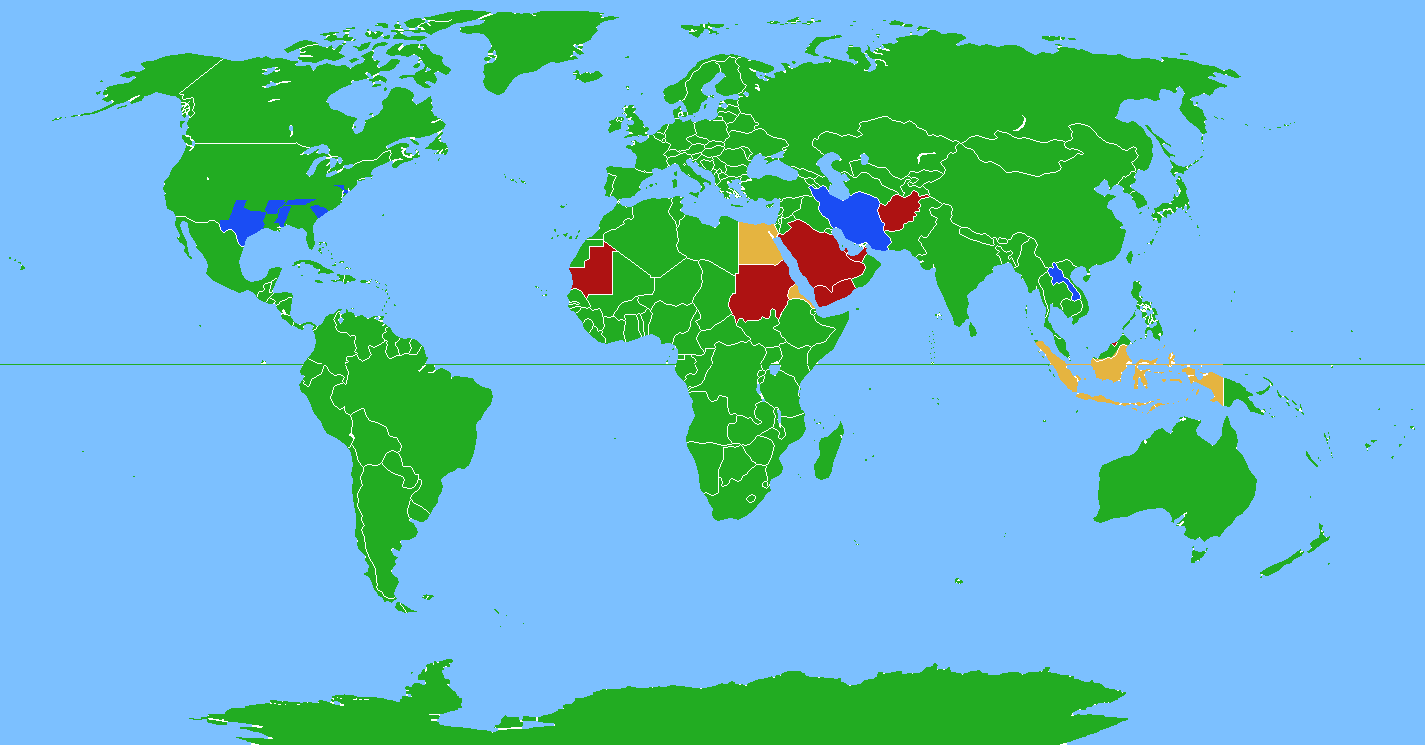
Mapa států, kde byly přijaty zákony, které podle Law Library of Congress diskriminují nevěřící (2013).
Růst počtu občanů bez vyznání a pokles křesťanství v průzkumech na Novém Zélandu. Změna ale není tak rychlá, jak se předpokládalo, protože věřící mají více potomků.
Státy, které v minulosti oficiálně praktikovaly státní ateismus (růžově), – především bývalé socialistické státy a státy, které státní ateismus deklarují dodnes (červeně), – současné socialistické státy.